# Ballynahinch (Galway)
Ballynahinch oder Ballinahinch (irisch Baile na hInse – deutsch „die Siedlung der Insel“) ist ein Townland in der gleichnamigen Baronie in der Region Connemara im County Galway im Westen Irlands, an der Straße von Recess nach Roundstone und an der ehemaligen Eisenbahnstrecke von Galway nach Clifden. 
Der O’Flaherty-Clan hatte wahrscheinlich eine Befestigung auf der Insel im Ballynahinch Lake. Im 13. Jahrhundert gründete er vermutlich dort wo heute das Hotel steht, ein Karmeliterkloster. Das heute zerstörte Towerhouse auf der Insel soll im Jahre 1565 von Dónal O’Flaherty von Bunowen, dem Mann von Grace O’Malley mit Steinen der aufgegebenen Abtei Toombeola gebaut worden sein. 1584 wurde es während einer Familienfehde mit den westlichen Vettern von Murchadh na dTua vom östlichen Zweig des O’Flaherty Clans gewonnen und später von den Söhnen von Dónal und Tadhg na Buile, einem O’Flaherty von Aird Thoir zurückerobert. 1585 wurde das alte Territorium von Connemara zur „Baronie Ballynahinch“ (das Gebiet der Kirchspiele Clifden, Ballynakill, Roundstone und Cama). 
Murchadh na Mart O’Flaherty von Bunowen war 1642 Eigentümer von Ballynahinch. Da er an der Rebellion der Jahre 1641–1642 beteiligt war, wurde Ballynahinch, zusammen mit dem Rest des Eigentums der O’Flaherty von den siegreichen Engländern in den so genannten Plantation eingezogen und mit anderen Teilen von Connemara, Thomas Merridith, einem Vertrauten Oliver Cromwells zugeteilt der sie an die Martins, eine der cambro-normannischen Familien, die als die Stämme von Galway bekannt wurden, verkaufte. Die Martins besaßen bereits Land in Connemara, das von den O’Flahertys an sie verpfändet worden war. Ihnen wurde mehr Eigentum gewährt, als das was in Galway beschlagnahmt wurde. Durch geschicktes Taktieren kamen sie aus diesem Jahrhundert mit dem größten Landbesitz in Irland heraus, einschließlich über eine Viertelmillion Acres um das Herrenhaus in Claremount (dem heutigen Oughterard).
Das später als Ballynahinch Castle bekannte Haus wurde von Robert Martin (1714–1794), als Gasthaus, vielleicht als Schmugglertreff errichtet. Sein Sohn Richard (1754–1834) bekannt als „Humanity Dick“ – er war einer der Gründer des RSPCA – und als Hairtrigger Dick (wegen seiner vielen Duelle) zog sich 1793 nach Ballynahinch zurück, das er etwa 1813 vergrößerte. Richard und sein Sohn Thomas (1786–1847) herrschten über ihr Territorium im Feudalstil. Generationen der Extravaganz hatten den Besitz tief verschuldet und die Hungersnot von 1845 bis 1849 machte ihn schließlich bankrott. Thomas starb und seine Tochter Mary ging mit ihrem Mann nach Belgien. Der verpfändete Besitz wurde von einer Gesellschaft preiswert ersteigert. 1858 hatte sie das Haus renoviert und verkaufte es 1872 mit etwa 160.000 Acres in Connemara und 10.000 im County Mayo (einschließlich Clare Island) für £ 230.000 an Richard Berridge von der „Meux Brauerei“ in London. R. Berridges (1803–1887), Vater war ein McCarthy aus Kerry, (er nahm aber den Namen der Mutter an) renovierte das Haus, war aber größtenteils abwesend. Sein Sohn Richard (1870–1941) bezog hier Wohnsitz und fügte dem Haus 1908 ein drittes Geschoss und die Terrasse hinzu. 1914 zahlte ihm der Bezirksausschuss für 143.325 Acres, die unter die Pächter aufgeteilt wurden £ 95.441. 1925 verkaufte Berridges das Haus mit den restlichen Grundstücken und Fischereirechten für £ 31.250 dem Cricketspieler Maharaja Rangi Singhi und zog nach der Screebe-Lodge. Der Maharadscha unterhielt seine Gäste bis zu seinem Tode im Jahre 1933, als Ballynahinch an eine Dubliner Schifferfamilie verkauft wurde. 1946 kaufte es der „Irish Tourist Board“ und machte es zum „Ballinahinch Castle Hotel“. 1957 wurde es an den Amerikaner Edward Bell verkauft und befindet sich heute in amerikanischem Besitz.